# Matt Koalska
Matt Koalska (Saint Paul, 16 maggio 1980) è un ex hockeista su ghiaccio statunitense.

## Carriera
Attaccante dotato di buona vena realizzativa, si mise in luce a livello giovanile, tanto da essere scelto all'NHL Entry Draft 2000 dai Nashville Predators al quinto giro (154 scelta assoluta). A livello universitario vinse due titoli NCAA con la maglia dell'University of Minnesota.
I Predators non lo misero tuttavia mai sotto contratto: furono i New York Islanders a prenderlo come free agent nell'agosto del 2004. Con gli Islanders tuttavia giocò solo tre incontri in due stagioni e mezzo, giocando perlopiù con la maglia del farm team in American Hockey League, i Bridgeport Sound Tigers.
Il 5 gennaio 2007 fu oggetto di uno scambio che lo portò dagli Islanders agli Ottawa Senators, in cambio di Tomas Melec. Coi Senators non giocò mai in NHL, chiudendo la stagione con Hershey Bears e Binghamton Senators.
Nell'estate del 2007 fu acquistato dall'HC Bolzano per quella che sarebbe dovuta essere la sua prima esperienza europea. Non arrivò mai ad esordire con la maglia biancorossa: dopo aver svolto la preparazione con la squadra, non superò le visite mediche di inizio campionato. Gli fu diagnosticata una cardiomiopatia ipertrofica, e dovette ritirarsi dall'attività agonistica.
Tornato negli Stati Uniti, ha completato gli studi, e si occupa di hockey a livello scolastico.